# Inoha Maszahiko
Inoha Maszahiko (伊野波 雅彦, ’Mijazaki, 1985. augusztus 28. – ’) japán válogatott labdarúgó, a Jokohama FC játékosa. Posztját tekintve belsővédő.
A japán válogatott tagjaként részt vett a 2011-es Ázsia-kupán, a 2014-es világbajnokságon illetve a 2013-as konföderációs kupán.

## Sikerei, díjai
Kasima Antlers
- Japán bajnok (2): 2008, 2009

Japán
- Ázsia-kupa győztes (1): 2011